# Brocks Peak
Der Brocks Peak (englisch; bulgarisch връх Брокс wrach Broks) ist ein 2300 m hoher, felsiger und spitzer Berggipfel im westantarktischen Ellsworthland. Im Hauptkamm der Sentinel Range im Ellsworthgebirge ragt er 4,58 km westlich des Ahrida Peak, 7,7 km nördlich des Strahil Peak, 5,55 km östlich des Silyanov Peak, 11,73 km südlich des Mursalitsa Peak und 10 km südwestlich des Mount Dalrymple nahe dem Ende eines Gebirgskamms auf, der vom Ahrida Peak über 6,5 km westwärts abzweigt.
US-amerikanische Wissenschaftler kartierten ihn 1961. Die bulgarische Kommission für Antarktische Geographische Namen benannte ihn 2014 nach dem bulgarischen Bergsteiger Helmut Brocks (1895–1969), einem Pionier des organisierten Tourismus in Bulgarien.